# 第一次山縣內閣
第一次山縣內閣（日语：／ Daiichiji Yamagata Naikaku */?）是日本內務大臣、陸軍中將、伯爵山縣有朋就任第3任內閣總理大臣（首相）後，自1889年（明治22年）12月25日至1891年5月6日組成的內閣。

## 概要
1889年（明治22年）10月，參與不平等條約修正的時任黑田內閣外務大臣大隈重信因修約問題引起國內民族主義者的不滿，在遭到國家主義組織玄洋社成員来島恒喜的炸彈襲殺未遂後被迫辭職。時任黑田內閣領導人黑田清隆不久亦辭職，並由內大臣三條實美暫時領導內閣。12月，黑田內閣垮臺，由山縣有朋繼任組閣。在經明治天皇同意任命後，松方於1889年12月25日就任為內閣總理大臣。
1889年12月24日，《內閣官制》頒布施行，為內閣的運作提供了法理基礎。1890年11月29日，日本基於近代君主立憲制度制定的首部憲法《大日本帝國憲法》正式施行；1890年7月1日，日本舉行史上首次眾議院議員總選舉，即第一屆日本眾議院議員總選舉，11月29日與貴族院同時開議，是為首次帝國議會。
在第一屆日本眾議院議員總選舉中，立憲自由黨及立憲改進黨等民黨一派擊敗了由政府支持的吏黨一派（包括大成會及國民自由黨等），奪得國會的主控權。民黨一派主張與民休息，不想增加軍費預算，與山縣的理念產生衝突；即使山縣讓與民黨親近的陸奧宗光、後藤象二郎等人出任閣員，軍費預算仍遲遲無法獲得國會通過，直到山縣透過賄賂收買部分自由黨議員之後情況才有改善，然而也因此導致閣內出現意見不和，最終山縣於1891年5月宣布總辭下臺，由大藏大臣松方正義繼任組閣。

## 內閣成員
除部分特殊情況外，本內閣閣員皆於1889年12月24日就任。

### 國務大臣
| 職位名       | 任數 | 姓名及肖像 | 姓名及肖像 | 出身                            | 其它職務     | 備註                                       |
| ------------ | ---- | ---------- | ---------- | ------------------------------- | ------------ | ------------------------------------------ |
| 內閣總理大臣 | 3    | 山縣有朋   |            | 原長州藩 陸軍中將 伯爵          | 兼任內務大臣 | 無                                         |
| 外務大臣     | 3    | 青木周藏   |            | 原長州藩 子爵                   | 無           | 初次入閣                                   |
| 內務大臣     | 1    | 山縣有朋   |            | 原長州藩 陸軍中將 伯爵          | 內閣總理大臣 | 自上任內閣留任 1890年5月17日卸任           |
| 內務大臣     | 2    | 西鄉從道   |            | 原薩摩藩 海軍中將 陸軍中將 伯爵 | 無           | 1890年5月17日自海軍大臣轉任                |
| 大藏大臣     | 1    | 松方正義   |            | 原薩摩藩 伯爵                   | 無           | 自上任內閣留任                             |
| 陸軍大臣     | 1    | 大山巖     |            | 原薩摩藩 陸軍中將 伯爵          | 無           | 自上任內閣留任                             |
| 海軍大臣     | 1    | 西鄉從道   |            | 原薩摩藩 海軍中將 陸軍中將 伯爵 | 無           | 自上任內閣留任 1890年5月17日轉任內務大臣   |
| 海軍大臣     | 2    | 樺山資紀   |            | 原薩摩藩 海軍中將 子爵          | 無           | 初次入閣 1890年5月17日就任                 |
| 司法大臣     | 1    | 山田顯義   |            | 原長州藩 陸軍中將 伯爵          | 無           | 自上任內閣留任                             |
| 文部大臣     | 2    | 榎本武揚   |            | 原幕臣 海軍中將 子爵            | 無           | 自上任內閣留任 1890年5月17日轉任樞密顧問官 |
| 文部大臣     | 3    | 芳川顯正   |            | 原德島藩                        | 無           | 初次入閣 1890年5月17日就任                 |
| 農商務大臣   | 5    | 岩村通俊   |            | 原土佐藩                        | 無           | 初次入閣 1890年5月17日卸任                 |
| 農商務大臣   | 6    | 陸奥宗光   |            | 原紀伊藩 眾議院（無黨籍）       | 無           | 初次入閣 1890年5月17日就任                 |
| 遞信大臣     | 2    | 後藤象二郎 |            | 原土佐藩 伯爵                   | 無           | 自上任內閣留任                             |
| 班列         | -    | 大木喬任   |            | 原肥前藩 伯爵                   | 樞密院議長   | 初次入閣                                   |

### 其他
1889年（明治22年）12月26日就任。
| 職位名         | 任數 | 姓名及肖像 | 姓名及肖像 | 出身                 | 其它職務   | 備註           |
| -------------- | ---- | ---------- | ---------- | -------------------- | ---------- | -------------- |
| 內閣書記官長   | 3    | 周布公平   |            | 原長州藩 貴族院 男爵 | 無         | 無             |
| 內閣法制局長官 | 2    | 井上毅     |            | 原肥後藩             | 樞密顧問官 | 自上任內閣留任 |

## 外部連結
- 首相官邸 第一次山縣內閣閣僚名簿 （页面存档备份，存于） （日語）